# Ferenji Cemetery

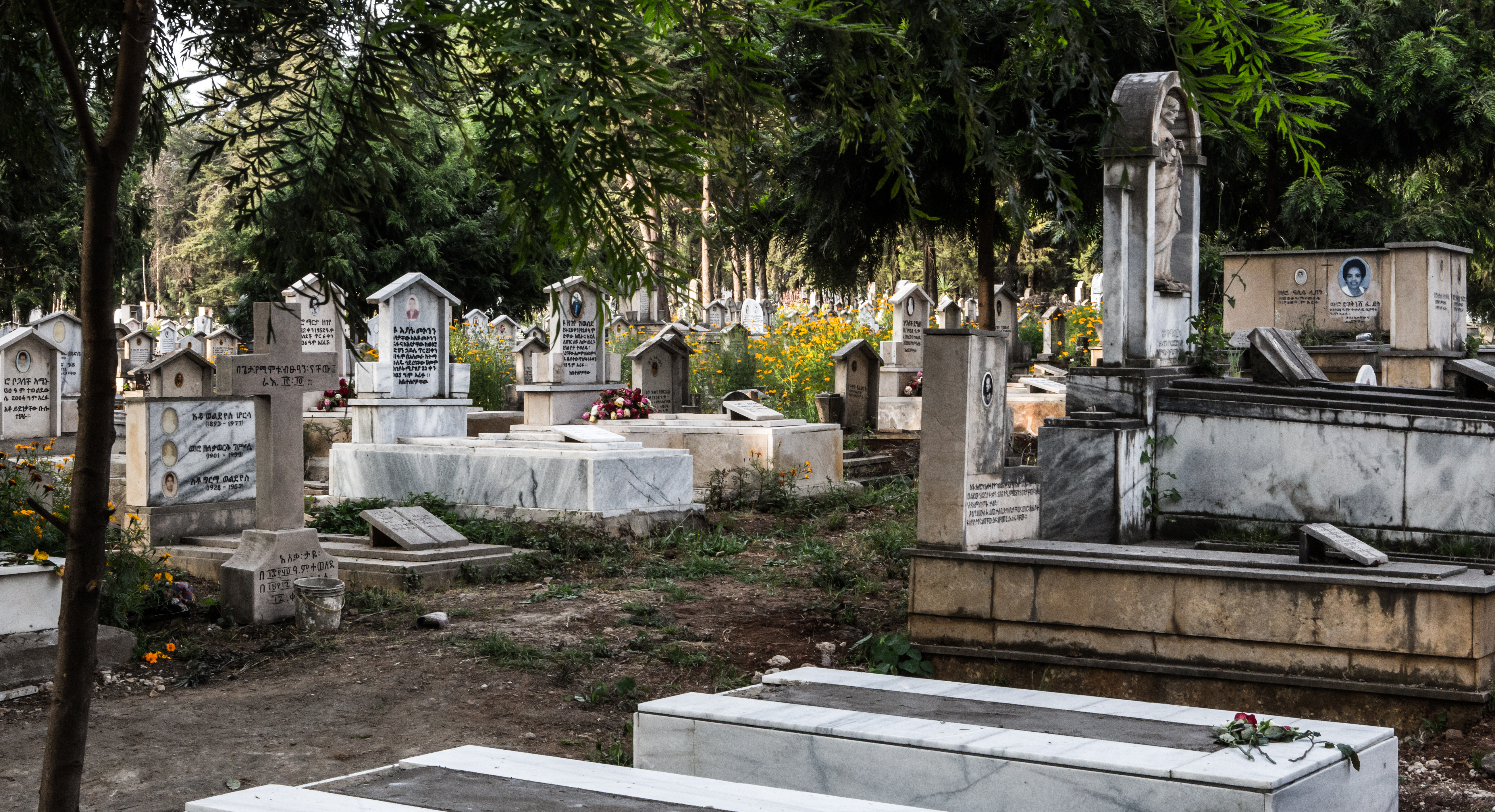
Vy från den internationella gravplatsen

Ferenji Cemetery (Främlingskyrkogården), även kallad Petros we Paulos, är en kyrkogård i området Gulele i Etiopiens huvudstad Addis Abeba.
Kyrkogården anlades 1912 som europeisk kyrkogård på mark skänkt av kejsar Menelik II och ligger utanför dåtidens Addis Abeba. Den breder ut sig över ett område på cirka åtta hektar på en höjd från 2 496 till 2 530 meter över havet. Kyrkogården består av sju olika begravningsplatser, fem civila och två militära, med olika huvudmän. De äldsta kvarvarande gravarna (2009) är från 1918 och vittnar om spanska sjukans härjningar i staden.

## Den internationella kyrkogården
Den internationella kyrkogården grundades 1912 och utgör gravplats för personer av åtskilliga nationaliteter.
Bland dem som ligger begravda på internationella kyrkogården återfinns:
- Karl Babor, 1918–1964, SS-läkare vid koncentrationslägret Gross-Rosen[1]
- Wilfred Courtenay Barber, amerikansk journalist, mottagare av Pulitzerpriset[3]
- Karl Cederqvist, 1854–1919, svensk missionär
- Carl Gustav von Rosen, 1909–1977, svensk pilot och flyginstruktör
- Anna-Greta Stjärne, 1926–1958, mördad svensk missionär[4]
- Gudina Tumsa, 1928–1979, etiopisk kyrkoledare och teolog

### Bilder från den internationella kyrkogården

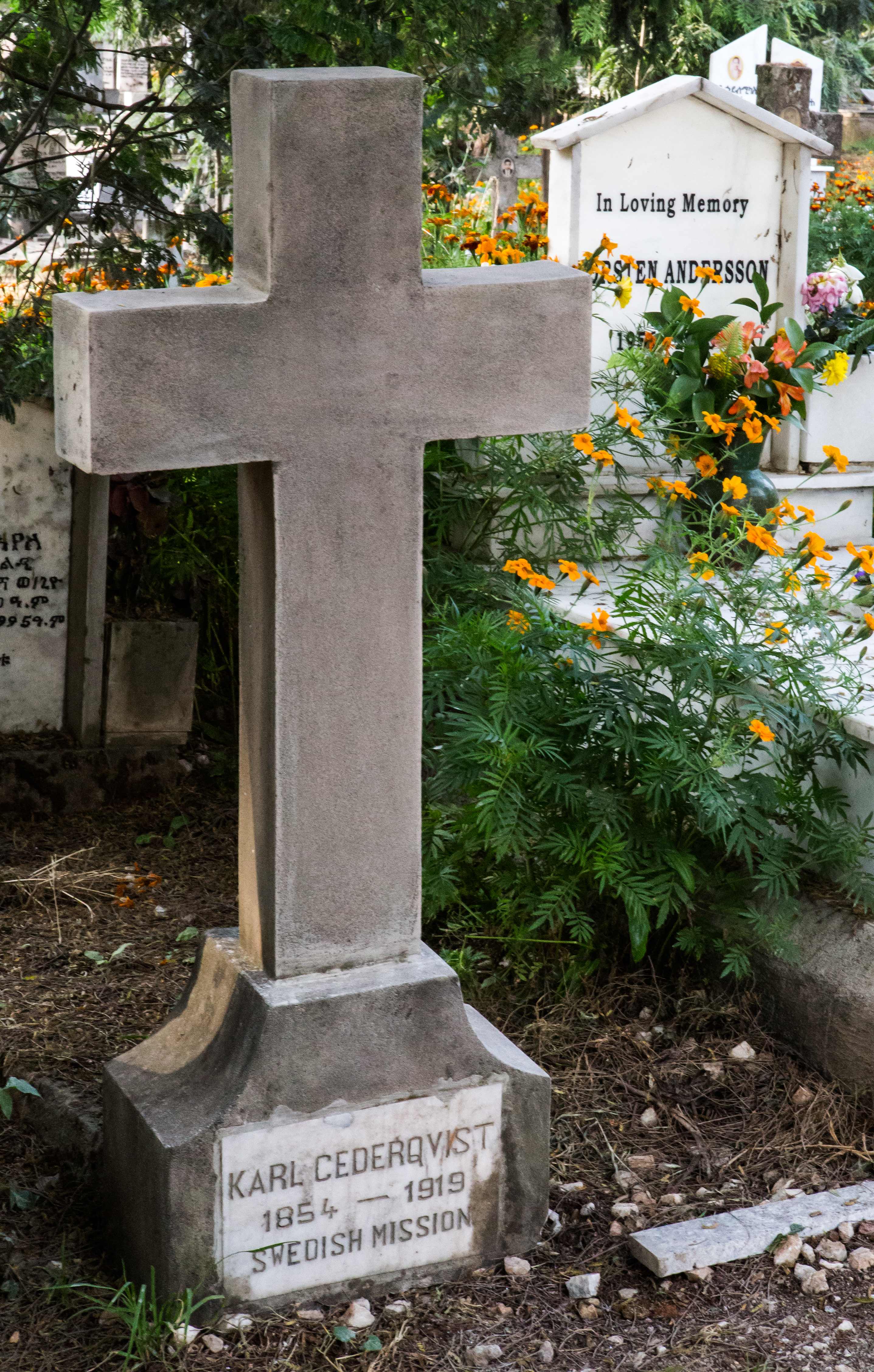
Karl Cederkvists gravsten
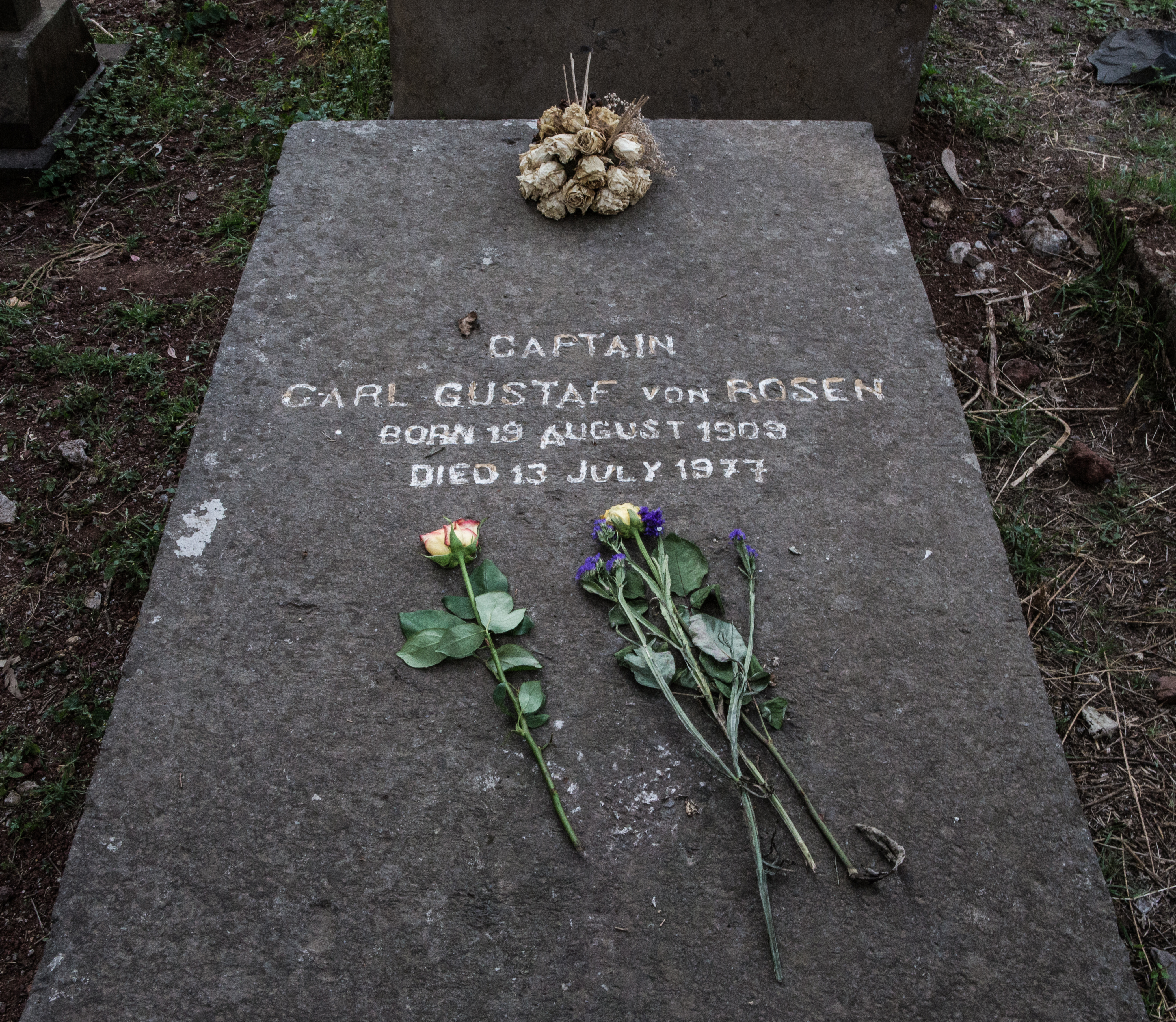
Carl Gustaf von Rosens grav
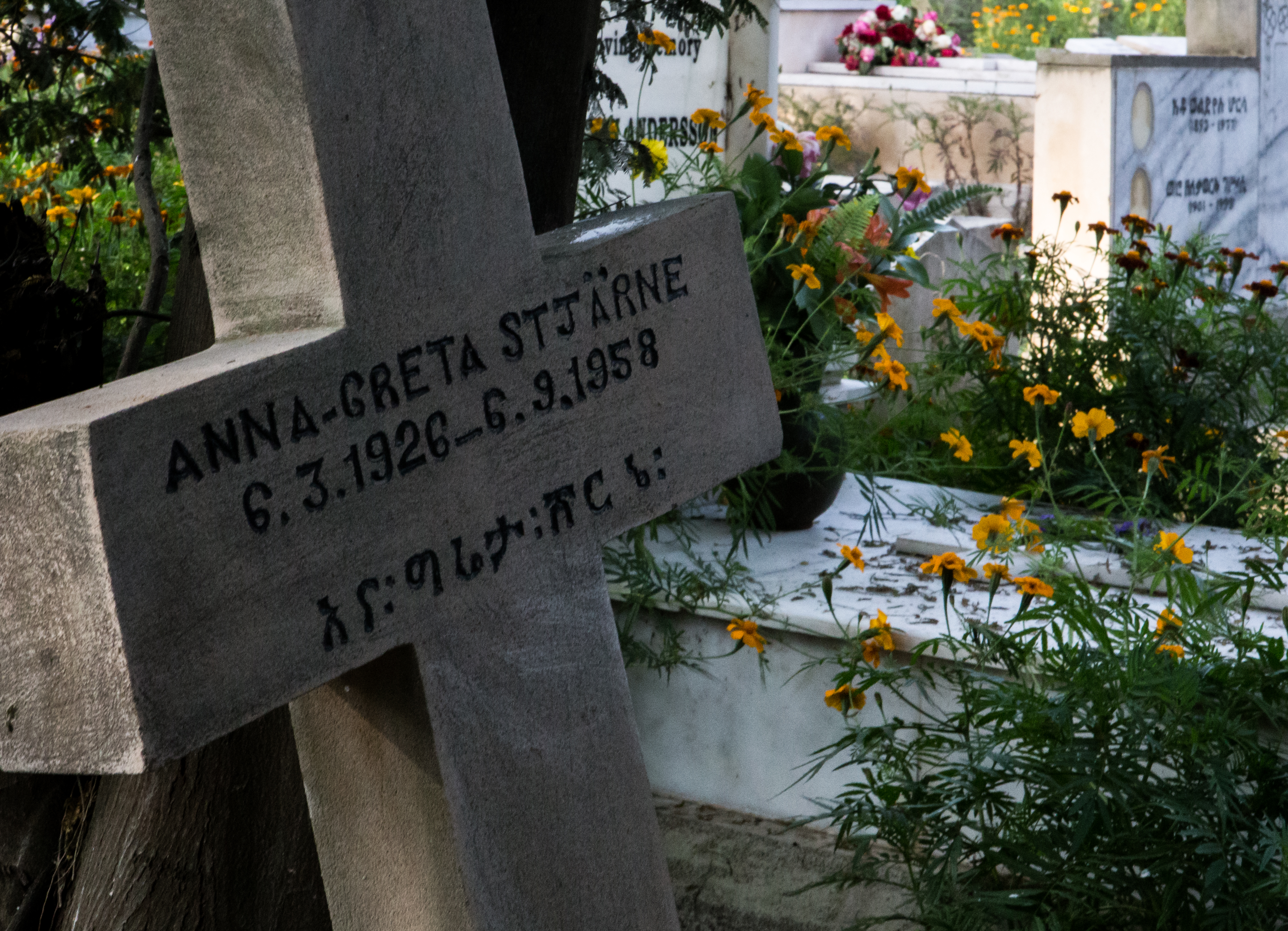
Anna-Greta Stjärnes gravsten, tillfälligt ställd åt sidan under gravrenovering
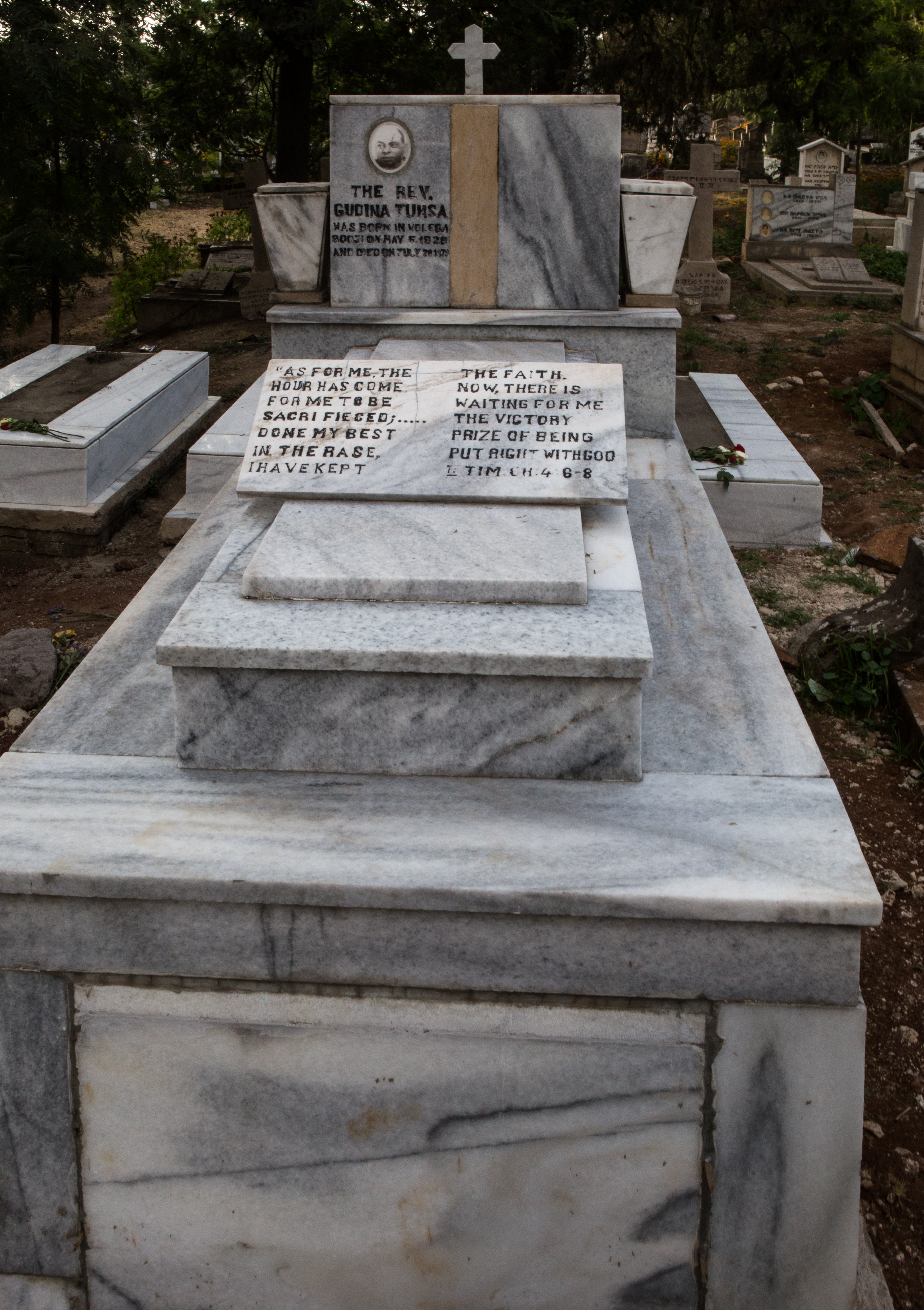
Gudina Tumsas grav

## Gamla armeniska kyrkogården
Den gamla armeniska kyrkogården dateras till 1912 och ligger på mark skänkt av guldsmeden Hagop Bagdasarian.

## Nya armeniska kyrkogården
Marken till den nya armeniska kyrkogården köptes 1961–1962 från Bagdasarians son av den armeniska gemenskapen på grund av platsbrist.

## S:t George, den grekisk-ortodoxa kyrkogården
Området där den grekisk-ortodoxa begravningsplatsen ligger, längst ner i komplexet, skall ha skänkts av Menelik II år 1912. På området finns S:t Georges kapell, byggt av Dr. Zervos, Haile Selassies privatläkare.

## San Pietro e Paolo, den romersk-katolska och etiopisk-katolska kyrkogården
Den katolska kyrkogården anlades förmodligen någon gång 1920–1930, då på en yta av 3 500 m2. Under italienska ockupationen utökades kyrkogården kraftigt till 48 000 m2.
Kyrkogården är indelad i en romersk-katolsk och en etiopisk-katolsk del, där de äldre delarna av den förstnämnda alltmer får lämna plats för den sistnämndas expansion.

## Den italienska militärkyrkogården
Den italienska militärkyrkogården sköts av italienska försvarsdepartementet och består av gravar för 811 identifierade personer och 1662 oidentifierade. Kyrkogården rymmer åtta massgravar.
Bland dem som ligger begravda på italienska militärkyrkogården återfinns:
- Oreste Mariotti, 1874–1937, general[1]
- Giuseppe Malta, 1883–1937, general[1]

## Addis Ababa Commonwealth War Graves Cemetery
Samväldeskyrkogården avsattes för de soldater som stred på Etiopiens sida mot den italienska ockupationsmakten, men även en del nyare gravar, varav några civila, finns på kyrkogården.